# Sam Childers
Sam Childers (sinh năm 1963) là một cựu thành viên Outlaws hiện đang dành mọi sức lực và tài chính của mình để giải cứu trẻ em trong khu vực chiến tranh của Nam Sudan. Sam Childers và vợ của ông Lynn thành lập và hoạt động quỹ Angels của Đông Phi cho trẻ em Làng Cô Nhi Viện Nimule, Nam Sudan, nơi mà hiện đang có hơn 300 trẻ em được họ chăm sóc
Trong năm 2013, ông nhận được giải thưởng Mother Teresa.

## Thời thơ ấu
Sam Childers sinh ra ở Grand Forks, North Dakota, con trai của Paul Childers, một ironworker và cựu Marine. Childers đã có hai người anh trai, Paul Jr. và George. Ông cũng có một người chị, Donna, người chết vì bệnh tim trước khi cô được một tuổi.Trong khi ông lớn lên, cha mẹ ông chuyển cả gia đình từ nơi này đến nơi kia
Vào mùa xuân năm 1974, gia đình ông chuyển đến Grand Rapids, bang Minnesota. hai năm trước khi ông bắt đầu học trung học có ảnh hưởng nhất của cuộc đời mình. Đó là vào những năm hình thành nhân cách ông đã sa vào thuốc lá, cần sa, rượu và heroin, dẫn đến nhiều năm nghiện ma túy, buôn bán ma túy và nghiện rượu. Childers cũng dành tình yêu cho xe máy và phong cách sống mà thường là một tay chơi xe máy ngoài vòng pháp luật
Sam cuối cùng đã kết hôn với một phụ nữ tên là Lynn, Lynn là một vũ nữ thoát y câu lạc bộ trước khi Lynn chuyển sang Thiên Chúa giáo, và có một con gái (Paige) và một người con sau đó đã chết quá liều heroin

## Châu phi
Vào giữa năm 1992, Childers đã theo Thiên Chúa giáo, và với sự giúp đỡ của vợ ông tại một lễ Phục sinh tại một hội Thiên Chúa giáo. Đó là buổi tối cùng mục sư Childers mời ông đến Châu phi làm tình nguyện viên. Vào cuối năm 1998, Childers thực hiện chuyến đi đầu tiên tới Sudan.Trong chuyến đi đầu tiên và nhiều chuyến sau đó, ông đã được tiếp xúc với các hoạt động của Quân đội Kháng chiến của Chúa (LRA)  mà ông mô tả là tàn bạo. Không lâu sau chuyến đi đầu tiên tới Sudan, Childers và vợ của ông Lynn thành lập các quỹ Angels của Đông Phi, Làng Trẻ em ở miền Nam Sudan, làng đó hiện nay ngôi nhà của trẻ em và giáo dục hơn 300 trẻ em mồ côi, Kể từ khi thành lập, hơn 1.000 trẻ em đã được cứu thoát khỏi khu vực chiến tranh và xung đột,Các nhân viên tại Làng trẻ em chủ yếu là trẻ em mồ côi Sudan và quả phụ. Đây hiện trại trẻ mồ côi lớn nhất ở miền Nam Sudan và là duy nhất ở trong lãnh thổ LRA để kịp thời cứu hộ trẻ em.
Sam Childers mô tả cuộc sống của ông ở Châu phi trong cuốn sách  Another Man's War
Trong tháng 11 năm 2009, Childers xuất hiện trên Debra Peppers show truyền hình ' Outreach kết nối ở Quincy, Illinois. Ông tiết lộ rằng ông đã giải cứu trẻ em bị bắt cóc ở miền bắc Uganda

## Trong văn hóa
Trong năm 2011, Relativity Media phát hành một bộ phim tiểu sử về Sam Childers mang tên Machine Gun Preacher , ở Việt nam với tên gọi Họng súng công lý thay vì Súng máy người thuyết giáo, được dựa trên cuốn sách của Another Man's War  . Bộ phim được viết bởi Jason Keller và đạo diễn Marc Forster. Dàn diễn viên đặc trưng Gerard Butler trong vai chính, Michelle Monaghan như Childers 'vợ Lynn, và Michael Shannon là người bạn tốt nhất của ông Donnie.
Trong năm 2014, một bộ phim tài liệu cùng tên được sản xuất bởi Angels của Đông Phi. Nó được phát hành ở Bắc Mỹ bởi Vision Films (Mỹ)